# Dlouhošíjky
Dlouhošíjky (Raphidioptera) jsou řádem dravého křídlatého hmyzu. Počtem druhů se jedná o chudý řád, na celém světě je známo přibližně 200 druhů. V Česku se vyskytuje jen 9 druhů. Typickým znakem dlouhošíjek je velmi protáhlá předohruď s hlavou. Vědecký název řádu vznikl z řeckého slova pro jehlici (rhafis), kterou připomíná typické kladélko samičky. Dříve byly dlouhošíjky řazeny do jednoho řádu síťokřídlých spolu s řády střechatek a síťokřídlých. Rozšířené byly již v období druhohor.

## Popis

### Dospělec

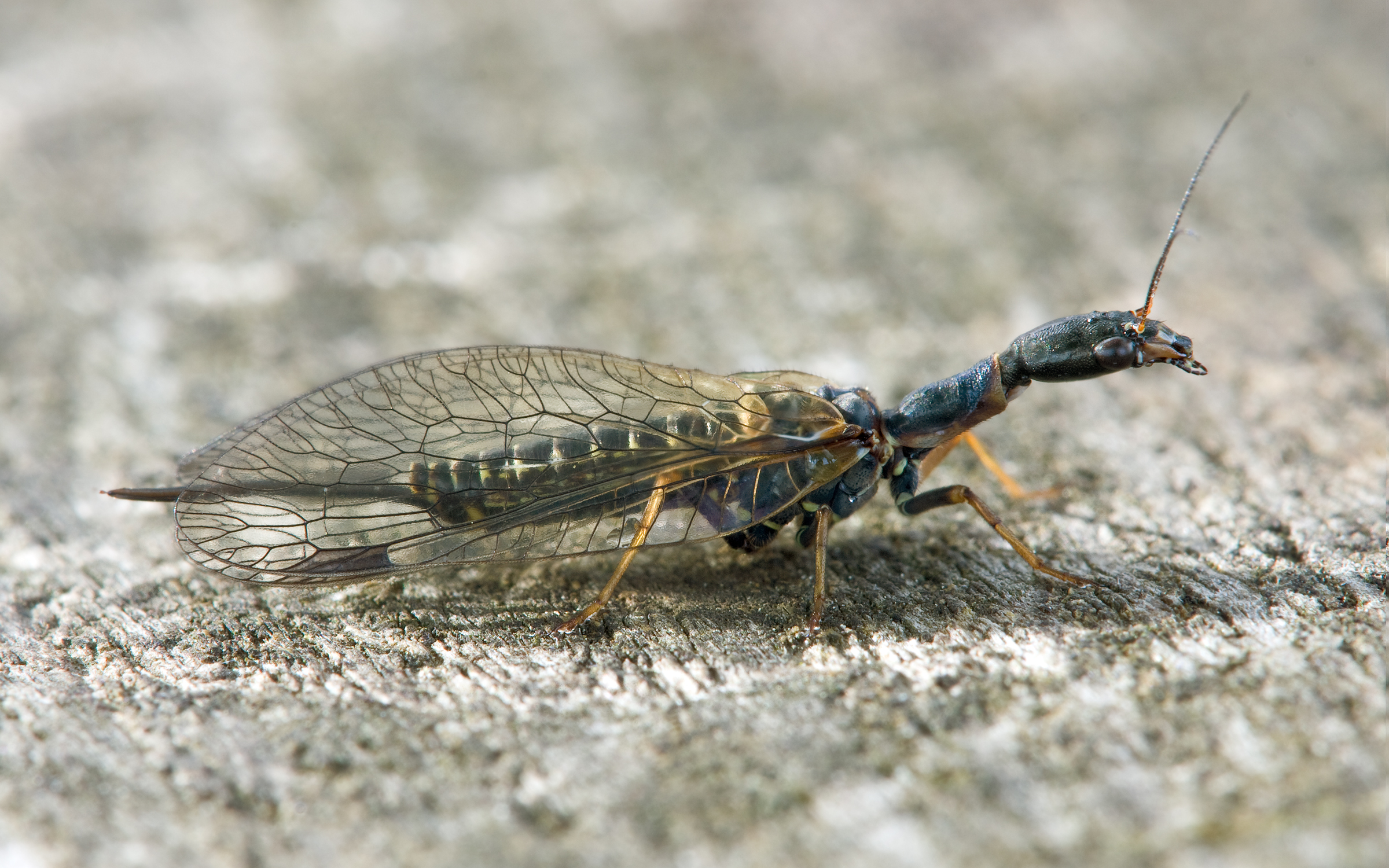
Dospělá dlouhošíjka (Phaeostigma major)

Tělo je dlouhé 12–25 mm, rozpětí křídel 12–38 mm. Zbarvení těla je nejčastěji černé. Hlava je velmi protáhlá, směřující přímo dopředu. Složené oči jsou vypouklé, často kovově lesklé. Tři jednoduchá očka jsou narostlé jen u čeledi dlouhošíjkovitých (Raphidiidae). Tenká tykadla jsou středně dlouhá, s velkým počtem článků. Ústní ústrojí je kousací. Pohyblivá předohruď je protáhlá a proti tělu svírá mírný uhel nahoru, čímž zvedá i celou hlavu. Svým povrchem je předohruď hodně odlišná od zbytku těla. Křídla jsou průhledná s hojnou žilnatinou a vyvinutou plamkou. Oba páry blanitých křídel jsou skoro stejné. Za letu je přední křídlo spojené se zadním pomocí štětinek. Nohy jsou dlouhé, slouží dlouhošíjce k rychlému běhání. Zadeček je desetičlánkový. Samičce roste z devátého článku zadečku dlouhé kladélko.

### Vajíčko
Vajíčko dlouhošíjky je dlouhé a protáhlé. Na koncích je z jedné strany zaoblené a z druhé zašpičatělé. Délka je přibližně 1,2 mm a šířka 0,3 mm. Samička je klade ve skupinách, pod kůru trouchnivějících stromů nebo do štěrbin v kůře starých klád.

### Larva
Má protáhlé a štíhlé tělo. Barva těla se s dorůstáním mění z narudle hnědavě do skvrnité s neurčitými ornamenty. Hlava s hrudí je protáhlá a zploštělá. Složené oči jsou menší než u dospělce a jsou výrazně vpředu hlavy. Ústní ústrojí je, podobně jako u dospělce, kousací. Tykadla jsou krátká, tříčlánková. Hlava je oddělená od předohrudi výrazným zúžením. Nohy jsou krátké. Mladší larva má protáhlý zadeček, který po dalších svlékáních tloustne v prostředních článcích.

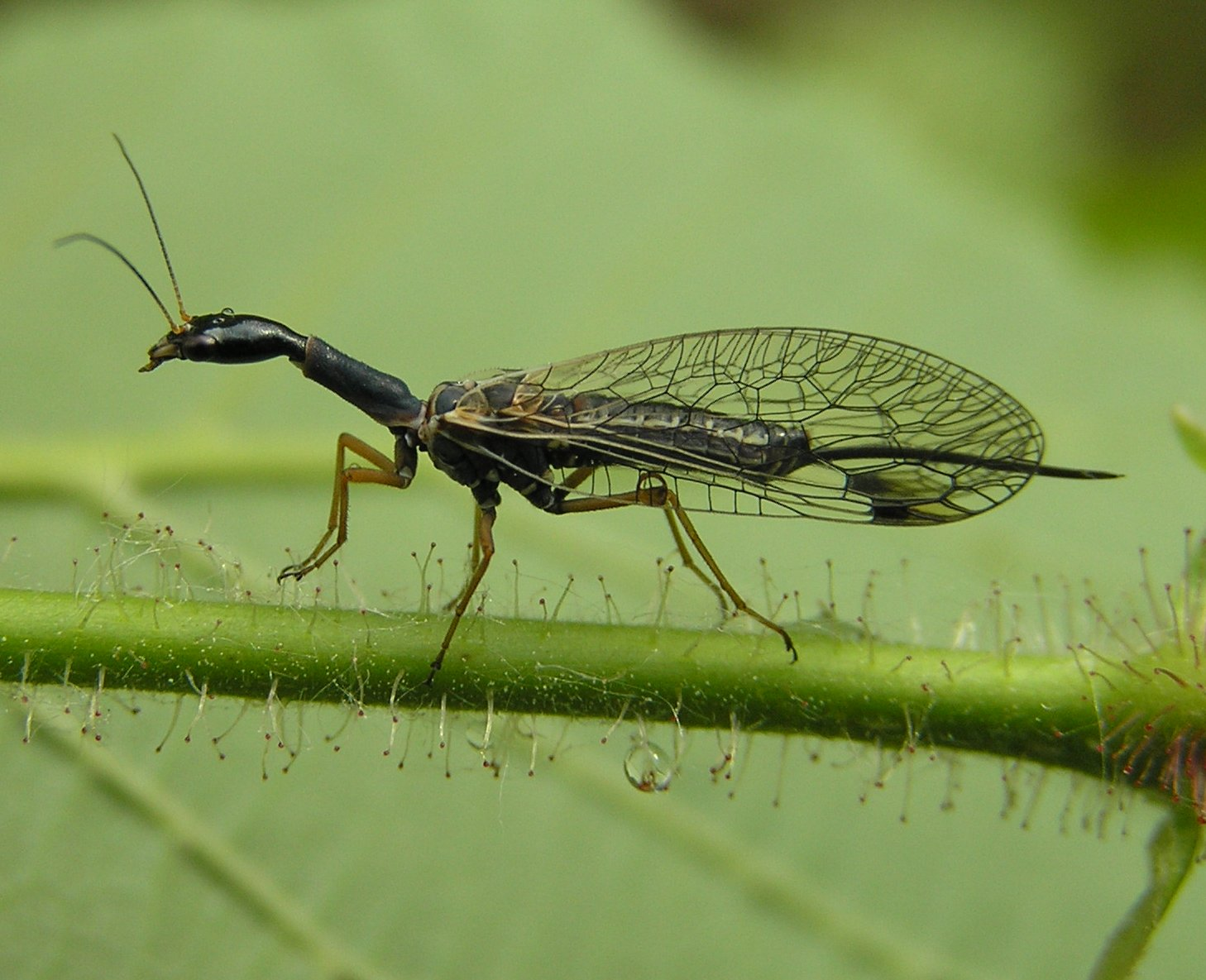
dlouhošíjka znamenaná (Dichrostigma flavipes)

### Kukla
Kukla má dvě vývojová stádia. První stádium trvá skoro 2 týdny a kukla je v tomto období zcela nehybná. Jsou při něm patrná tykadla a končetiny přitisknuté těsně k tělu. Kukla je hlavou stočená k zadečku a leží na boku. Při druhém stádiu se kukla stane pohyblivou. Začnou se jí napřimovat tykadla a pohybuje končetinami. Toto stádium trvá přibližně 3 dny až týden, larva při něm začíná růst na velikost dospělce a postupně se zbarvuje. Nakonec vylézá ze svého úkrytu a líhne se z ní dospělec.

## Vývoj jedince a rozmnožování
Dlouhošíjky se vyvíjejí proměnou dokonalou. Samička klade vajíčka po skupinách pod trouchnivějící kůru stromů. Larvy se v Česku líhnou v červnu. Ze začátku jsou velmi drobné a dospívají až po 3-4 svlékáních. Přezimují v larválním stádiu pod kůrou v nehybném stavu. Na jaře se po několika dalších svlékáních přemění na kuklu. Po 2-3 týdnech se z kukly vyvine dospělec.

## Způsob života
Dospělé dlouhošíjky žijí nejčastěji na okrajích lesů v keřích a podrostu. Larvy žijí pod kůrou starých stromů. Neradi létají, ale jsou dobří běžci. Larvy i dospělci se živí výhradně dravě. Dospělci vyhledávají mšice a mnišky. Často loví kořist rychlým narovnáním předohrudi do přímky s tělem, čímž vymrští hlavu dopředu a kusadly uchvátí kořist. Larvy se živí jinými larvami, vajíčky, dospělým hmyzem nebo i pavouky. Ve svém okolí napadají vše živé, dokonce i svůj vlastní druh.

## Rozšíření ve světě a v Česku
Na celém světě je známo přibližně 200 druhů dlouhošíjek. Většina známých druhů žije v severním mírném klimatickém pásu, ale je pravděpodobné, že řada druhů čeká zejména v tropickém pásmu na své objevení. V Česku se vyskytuje jen 9 druhů (8 z čeledi dlouhošíjkovitých (Raphidiidae) a 1 z křivošíjkovitých (Inocelliidae)). Dva naše druhy jsou zařazené do červeného seznamu ohrožených druhů. Kriticky ohrožená je jediná naše dlouhošíjka z čeledi křivošíjkovitých, křivošíjka tmavá (Inocellia crassicornis). Ohrožená je dlouhošíjka Agulla nigricollis.

### Seznam druhů v Česku
- Raphidia cognata
- Raphidia flavipes (dlouhošíjka žlutonohá)
- Raphidia major
- Raphidia notata (dlouhošíjka znamenaná)
- Raphidia ophiopsis
- Agulla nigricollis
- Agulla ratzeburgi
- Agulla xanthostigma
- Inocellia crassicornis (křivošíjka tmavá)

## Paleontologie
Podle nálezu zkamenělin jsou dlouhošíjky doloženy už z prvohorního karbonu. Z nálezů se předpokládá, že v dřívějších dobách byly dlouhošíjky více rozšířeny a v dnešní době jsou na ústupu.

## Taxonomie
Rozeznáváme dvě čeledi dlouhošíjek:
- Dlouhošíjkovití (Raphidiidae)
- Křivošíjkovití (Inocelliidae)[13]